# Costaticella hiulca
Costaticella hiulca is een mosdiertjessoort uit de familie van de Catenicellidae. De wetenschappelijke naam van de soort is voor het eerst geldig gepubliceerd in 1899 door Maplestone.